# U.S. National Indoor Tennis Championships 2014
U.S. National Indoor Tennis Championships byl tenisový turnaj mužů na profesionálním okruhu ATP World Tour, hraný v oddílu Racquet Club of Memphis na krytých dvorcích s tvrdým povrchem. Konal se mezi 10. až 16. únorem 2014 v americkém Memphisu jako 39. ročník turnaje.
Turnaj byl poprvé řazen do kategorie ATP World Tour 250 a dotace byla výrazně snížena na 647 675 amerických dolarů. Nejvýše nasazeným hráčem ve dvouhře se stal sedmnáctý tenista světa Kei Nišikori z Japonska, který úspěšně obhájil titul z minulého roku.
Do roku 2013 byla hrána také ženská část, kterou nahradila nová událost v Riu de Janeiro. Mužský turnaj sestoupil od sezóny 2014 z kategorie ATP World Tour 500 do nižší ATP 250 series, což znamenalo i pokles rozpočtu.

## Dvouhra mužů

### Nasazení
| Stát          | Hráč              | ATP1) | Nasazení |
| ------------- | ----------------- | ----- | -------- |
| Japonsko      | Kei Nišikori      | 17.   | 1.       |
| Španělsko     | Feliciano López   | 26.   | 2.       |
| Austrálie     | Lleyton Hewitt    | 40.   | 3.       |
| Tchaj-wan     | Lu Jan-sun        | 53.   | 4.       |
| Austrálie     | Marinko Matosevic | 54    | 5        |
| Spojené státy | Sam Querrey       | 55.   | 6.       |
| Polsko        | Michał Przysiężny | 57.   | 7.       |
| Kazachstán    | Michail Kukuškin  | 59.   | 8.       |

- 1) Žebříček ATP k 3. únoru 2014.

### Jiné formy účasti
Následující hráčí obdrželi divokou kartu do hlavní soutěže:
- Marcos Baghdatis
- Nick Kyrgios
- Kei Nišikori

Následující hráč získal zvláštní výjimku:
- Björn Phau

Následující hráči postoupili z kvalifikace:
- David Goffin
- Denis Kudla
- Alex Kuznetsov
- Rajeev Ram

### Odhlášení
před zahájením turnaje
- Vasek Pospisil
- Dudi Sela
- Janko Tipsarević

## Mužská čtyřhra

### Nasazení
| Stát          | Hráč              | Stát          | Hráč          | ATP1 | Nasazení |
| ------------- | ----------------- | ------------- | ------------- | ---- | -------- |
| Spojené státy | Bob Bryan         | Spojené státy | Mike Bryan    | 2.   | 1.       |
| Spojené státy | Eric Butorac      | Jižní Afrika  | Raven Klaasen | 64.  | 2.       |
| Mexiko        | Santiago González | Spojené státy | Scott Lipsky  | 71.  | 3.       |
| Austrálie     | Samuel Groth      | Bělorusko     | Max Mirnyj    | 115. | 4.       |

- 1 Žebříček ATP k 3. únoru 2014; číslo je součtem žebříčkového postavení obou členů páru.

### Jiné formy účasti
Následující páry obdržely divokou kartu do hlavní soutěže:
- Ryan Harrison /  Sam Querrey
- David O'Hare /  Joe Salisbury

Následující pár vstoupil do soutěže z pozice náhradníka:
- Adrian Mannarino /  Michael Russell

### Odhlášení
před zahájením turnaje
- Michał Przysiężny

## Přehled finále

### Mužská dvouhra
- Kei Nišikori vs.  Ivo Karlović, 6–4, 7–6(7–0)

### Mužská čtyřhra
- Eric Butorac /  Raven Klaasen vs.  Bob Bryan /  Mike Bryan, 6–4, 6–4